# Tuit-tuit
Lalage newtoni, Échenilleur de La Réunion
Espèce
Synonymes
- Coracina newtoni (Pollen, 1866)[2]

Statut de conservation UICN

 CR B1ab(i,ii,iii,v); C2a(i,ii) : 
En danger critique
Le Tuit-tuit (Lalage newtoni) est une espèce d'oiseau forestier endémique de l'île de La Réunion, département d'outre-mer français dans le sud-ouest de l'océan Indien. 
Aussi appelé Échenilleur de La Réunion, ce passereau en voie de disparition est inscrit sur la liste rouge des espèces menacées par l'Union internationale pour la conservation de la nature (UICN) comme espèce "En danger critique d'extinction".  
L'espèce est protégée par arrêté ministériel : la chasse, la capture ou la vente sont totalement interdites et jugées comme des délits. 

## Distribution
Le Tuit-tuit est une espèce protégée qu'on ne trouve que dans la forêt de la Roche Écrite, massif forestier situé dans le nord-ouest de l'île. Les 38 couples recensés en 2018 y sont répartis sur seulement 19 km2.
La réserve naturelle de la Roche Écrite a été créée en 1999 pour le protéger dans son milieu naturel. Cet espace réglementé a longtemps été géré par la Société d'études ornithologiques de La Réunion, l'Office national des forêts et la Société réunionnaise pour l'étude et la protection de l'environnement, les trois organismes œuvrant ensemble pour la protection de cet oiseau. Depuis 2007, son habitat relève du parc national de La Réunion.

## Description
L'oiseau adulte mesure environ 20 centimètres de long.
Le mâle a le plumage gris cendré et blanc, les ailes et la queue sont noires. La femelle est brune avec le ventre strié de brun.

Le chant du mâle est composé de « tuit » répétés, ce qui lui a valu son nom en créole. La femelle, quant à elle, ne produit que de discrets cris de contacts, parfois appelés "guêk".

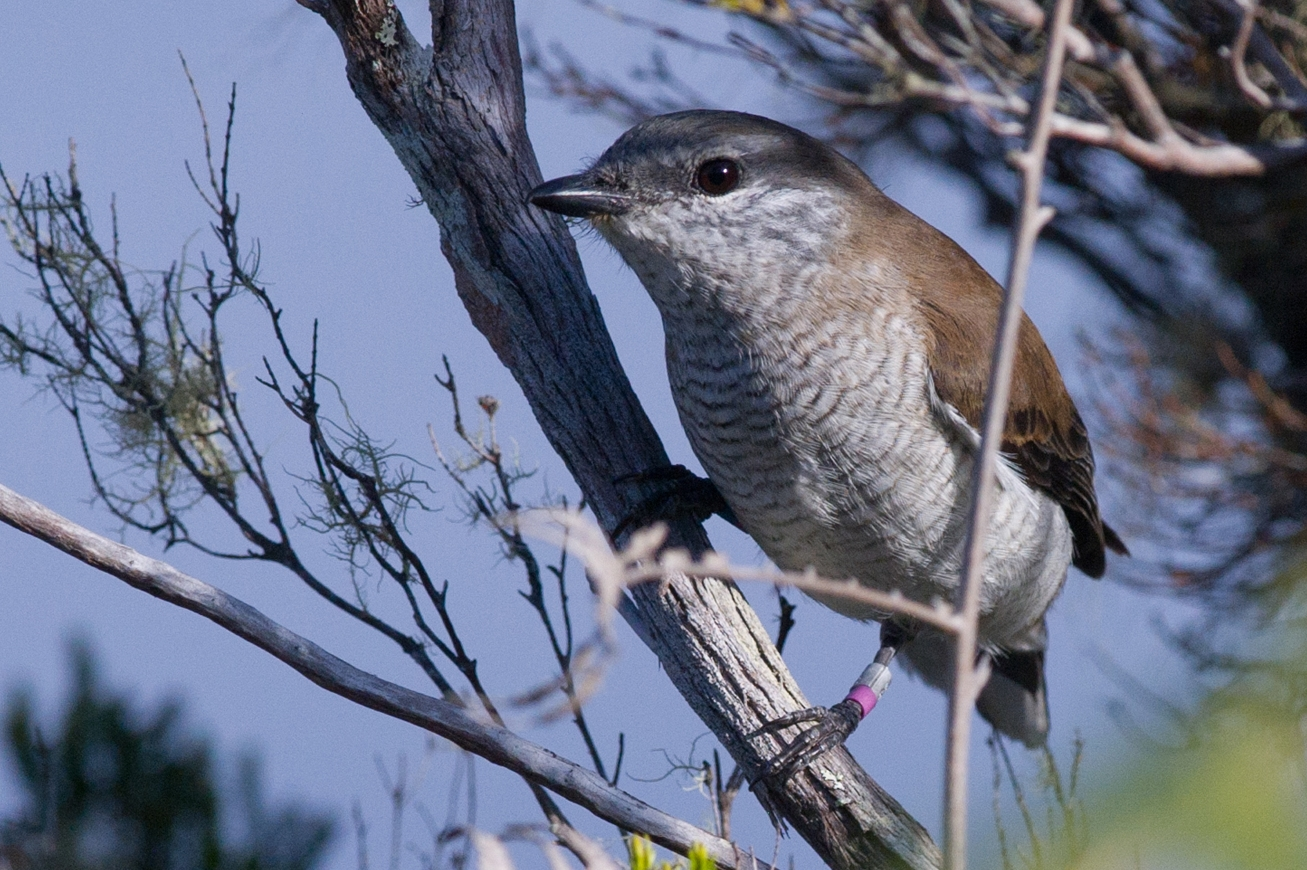
Femelle adulte équipée d'une bague couleur

## Comportement
Le tuit-tuit est très discret, ce qui rend son observation difficile.
Il se nourrit principalement d'insectes (chenilles, araignées, phasmes...) et occasionnellement de fruits.
La période de reproduction s'étend d'août à mars et 1 à 2 œufs seront pondus dans un nid en forme de coupe, composé de brindilles et de lichens assemblés par des toiles d'araignées. Les œufs sont bleu-vert tachetés de brun rouge. Le mâle et la femelle participent à la couvaison et au nourrissage des oisillons.

## Informations complémentaires
Les rats (Rattus rattus et Rattus norvegicus), mammifères introduits par l'homme, constituent la principale menace pour le Tuit-tuit. Ils se nourrissent principalement des œufs, mais peuvent aussi prédater les poussins et même les femelles en incubation. Dans l'optique de restaurer la population d'Échenilleur de la Réunion, la Société d'études ornithologiques de La Réunion (SEOR) mène des campagnes de dératisation depuis plus de 10 ans. Depuis le début de ces actions, la population de Tuit-tuit est passée de 7 à 35 couples.

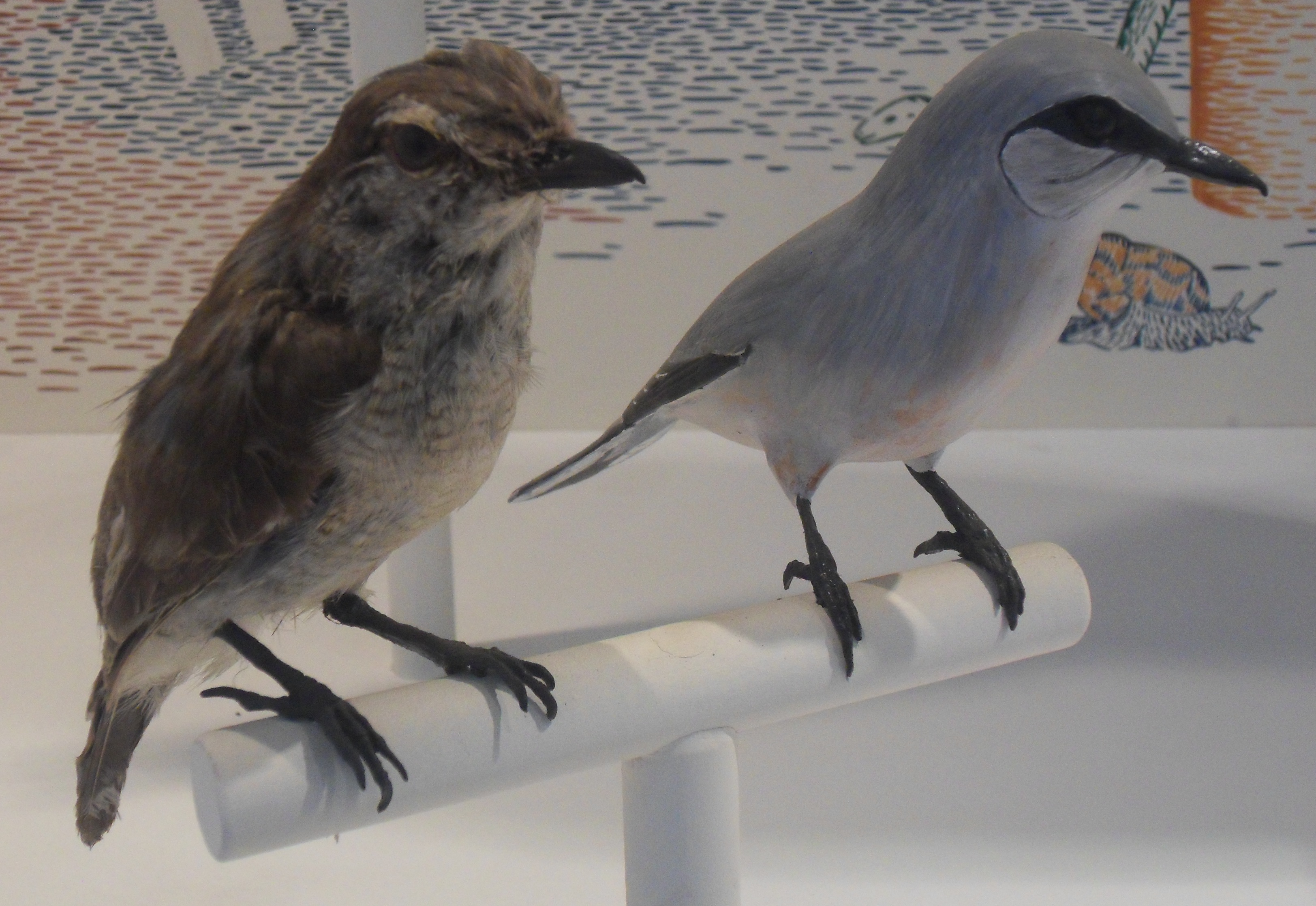
Femelle Tuit-tuit naturalisée (gauche) et mâle en bois, Muséum d'Histoire Naturelle de la Réunion.

## Taxonomie
Cette espèce faisait auparavant partie du genre Coracina. Elle a été rattachée au genre Lalage par la classification de référence du Congrès ornithologique international (version 8.2, 2018) sur des critères phylogéniques.